# Bistrica pri Pliberku
Bistrica pri Pliberku (nemško Feistritz ob Bleiburg) je naselje in občina z 2.200 prebivalci v Podjuni na Koroškem. Bistrica leži na nadmorski višini 546 mnm, 5 km južno od Pliberka pod severnim vznožjem Pece.
Največje naselje v občini je Šmihel pri Pliberku, druga je Bistrica, večje vasi so še Konovece, Dvor, Podkraj, Ponikva in Breška vas.

## Geografija

### Geografska lega
Občina se razteza med nižinsko Podjuno in Peco v Karavankah.
Istoimenska vas Bistrica se nahaja približno 5 km od avstrijsko-slovenske državne meje. Skozi občino teče reka Bistrica. Edino večje jezerce je Breško jezero.

### Vasi in zaselki občine Bistrica pri Pliberku
Bistrica pri Pliberku je sestavljena iz štirih katastrskih občin: Podkraj, Bistrica, Šmihel in  Ponikva ter sledečih 15 vasi in zaselkov (v oklepaju število prebivalcev leta 2001):
| - Bistrica pri Pliberku / Feistritz ob Bleiburg (332) - Breška vas / Pirkdorf (110) - Črgoviče / Tscherberg (97) - Dolinčiče / Dolintschitschach (58) - Dvor / Hof (230) - Konovece / Gonowetz (326) - Kot / Winkel (17) | - Letina / Lettenstätten (103) - Podkraj / Unterort (135) - Podlibič / Unterlibitsch (59) - Ponikva / Penk (209) - Rišperk / Rischberg (1) - Rute / Ruttach-Schmelz (19) - Suha / Hinterlibitsch (50) - Šmihel pri Pliberku / Sankt Michael ob Bleiburg (382) |

## Zgodovina
V občini najdemo številne sledove prazgodovinske naselitve, tako bronasto orodje iz kulture žarnih 
grobišč (priblj. 1000 p.n.št.), žgane pokope iz Halštatske dobe, ter utrjeno naselje na Sveti Katarini (7. do 5. st. p.n.št.). Okoli leta 100 n.št. so imeli Rimljani cesto ob Peci.

### Slovenska kulturna zgodovina
Z priselitvijo Slovanov ter utrditve države Karantanije ter najkasneje s pokristjanjevanjem pa je področje občine sestavni del neprekinjene slovenske kulturne zgodovine.
Prvo omemba Bistrice v neki listini najdemo iz leta 1261 kot Veustricz.  Leta 1473 pa so Turki postavili svoj glavni tabor v Breški vasi.
31. julija  1870 je bil v Bistrici pri Pliberku prvi koroški tabor, kjer je nad 9.000 udeležencev zahtevalo uresničitev ustavno zagotovljenih narodnostnih pravic, kot so bile zapisane v členu 19 t. i. „Decembrske ustave“ leta 1867. Zahtevali so enakopravno rabo jezika v šolah, na uradih in na sodiščih. Edino rešitev pa so videli v združenju vseh slovenskih dežel v skupni kronovini, t. i. „Zedinjeni Sloveniji“. Vse tri tabore na Koroškem (v Bistrici, v Žopračah in v Zgornjih Buhljah) je organiziralo društvo Trdnjava pod vodstvom Valentina Zarnika. Tudi zadnji tabor je po zapisih farne kronike bil v občini in sicer pri sv. Katarini, ker se je leta 1914 zbralo so 4000 ljudi. Glani govorniki so takrat bili državni in deželni poslanec dr. Krek, , deženi poslanec Franc Grafenauer ter monsignore Valentin Podgorc.

Proti koncu 19. in začetku 20. stoletja pride tudi do razcvetja organiziranega slovenskega kulturnega življenja v celotni regiji – četudi deloma kot odgovor na pojavljajoče se nacionalno vprašanje. 
Pomemben dejavnik kulturnega življenja in zlasti šolstva so številne podružnice Družbe sv. Cirila in metoda (CMD), ki se ustanavljajo po vsej takrat slovenske Koroške in zlasti v Podjuni: Pliberk in okolica (1888), Škocjan v Podjuni in okolica (1888), Tolsti Vrh in okolica (1888), Črna na Koroškem in okolica (1889), Pribla vas in okolica (1890), Libeliče (1891), Velikovec (1893), Libuče in okolica (1902), Prevalje in okolica (1910).
Leta 1890 je nastalo prvo slovensko pevsko društvo „Gorotan“, tamburaško društvo v Šmihelu pa je bilo ustanovljeno leta 1903. V Šmihelu najdemo tudi eno najstarejših hranilnic in posojilnic (ustanovljena leta 1888) ter mlekarsko zadrugo. 2. aprila 1908 je bila ustanovljena je domača Hranilnica in posojilnica v Pliberku, ki je imela imenitno vlogo pri gospodarskem - in kot šponzor – pri kulturnem razvoju regije, ljudi in jezika.
V tej dobi pride tudi po vsej Koroški do razcvetja zborovskega petja v kulturnih društvih in v cerkvenih zborih. Ti so bili pomembni dejavniki  pri razvoje slovenske jezikovne kulture. Kdor je pel v zboru je obvladal lepo pismeno slovenščino.

### KPD Šmihel
Med najpomembnejšimi in do danes daleč naokoli znani dejavniki kulture je Slovensko katoliško izobraževalno društvo za Šmihel in okolico, ki je bilo ustanovljeno 16. decembra 1906. Namen društva je bilo izobraževanje in krepitev narodne in kulturne zavesti Slovencev tega povsem slovenskega kraja. 
Prvi predsednik je bil sam župan občine Ivan Tomic, podpredsednik pa kasnejši župan in predsednik Jurij Rudolf, ter blagajnik tesarski mojster Franc Viternik. Tajnik je postav Zdravko Štangl, knjižničar pa Jurij Kordež.  
Med osebnostmi, ki so zaznamovali delovanje najdemo številne domačine, med njimi npr. Jakob Mišic - Zilan iz Črgovič, ki je bil odličen pevec in vodja tamburašev. Le-ti so sodelovali na vsaki prireditvi.  Med posebnimi dejavnostmi najdemo skioptično predavanje iz Svete dežele leta 1911. 
Že v plebiscitni dobi je društvo spet zaživelo po letih vojne in prvi povojni občni zbor je bil 16. februarja 1919 v Šercerjevi gostilni, ki je bila nabito polna. Takrat je ponovno zaživela odrska dejavnost z uprizoritvijo igre „Od hiše“. Leta 1920 pa so uprizorili Meškovo igro „Na smrt obsojeni“. Med govorniki najdemo Franca Sušnika, poznejšega ravnatelja Osrednje knjižnice v Ravnah na Koroškem 
Po plebiscitu leta 1920 je začel pregon Slovencev, ki je hudo prizadel kulturno delovanje. Vendar je že 8. januarja 1922 bil izvoljen Jakob Mišic, pd. Zilana za novega predsednika, podpredsednik je postal Slavko Rudolf, tajnica Krista Hafner, pd. Črnkova, blagajnik Marko Plešivčnik, pd. Šercer.  Leta 1923 pa so društveniki uprizorili znamenito igro Jakoba Sketa „Miklova Zala“ in jo kasneje še večkrat ponovili. Za predsednika je bil ponovno izvoljen Vinko Pečnik.
Leta 1924 so postavili nov oder, katerega umetniško oblikoval akademski slikar Peter Markovič iz Rožeka. Napis na pročelju se je glasil: „Slovenska zemlja naš dom si ti, naš dom ostani do konca dni!“ Na zastoru je bilo prikazano ustoličenje koroških knezov na Gosposvetskem polju. Dodatno je oder imel štiri prizore: kmečko sobo, gosposki salon, kmečko vas in gozd. 26. decembra 1924 so oder prvič predstavili z igro »Mlinar in njegova hči«.
Z neverjetno vnemo se po vojni zopet začenja slovensko kulturno življenje v okviru društva v Šmihelu. Pestro je odrsko delovanje, tamburaštvo, petje. Leta 1969 pride do nakupa nove farne dvorane, ki jo že leta 1970 prvič koristijo za kulturne namene. 
Leta 1979 je ustanovljena na pobudo predsednika društva Karla Grila Glasbena šola. Istega leta pa se začenja nadvse uspešno lutkarsko delovanje. Leta 1999 je Šmihel celo gostil mednarodni lutkarski festival ANIMA in postal središče strokovne pozornosti. 
Leta 2006 pa je društvo praznoval svojo stoletnico delovanja.

### Upravna zgodovina
Prvotno je bila občina ustanovljena že leta 1850. Leta 1920/21 pa je bila občina deljena med avstrijskim in med jugoslovanskim delom (Črna na Koroškem in Mežica). Leta 1973 je bila občina priključena mestu Pliberk. Po referendumu leta 1991 pa je postala občina spet samostojna. 28. avgusta 2008 je bila povzdignjena v tržno občino.

### Grb občine
V zelenem grbu najdemo rumeni trak, ki simbolizira reko Bistrico, zlato krono kralja Matjaža pod Peco, ki nekoč se bo prebudil in zopet ljudem prinesel blagostanje. Zlata tehtnica je atribut nadangela Mihaela, ki je župnijski zavetnik Šmihela.

### Župnijska ureditev
Župnij Šmihel pri Pliberku  pripada dekanatu v Pliberk.  Danes so je dvojezična.  K fari Šmihel pri Pliberku spadajo podružnice Dvor, Rinkole, Sv. Katarina in Večna vas.

## Prebivalstvo
Po ljudskem štetju 2001 ima občina Bistrica pri Pliberku  2.128 prebivalcev. Od tej je 96,4 % državljanov Republike Avstrije in 1,5 % državljanov Bosne in Hercegovine. Po uradnih številkah je 64,5 % nemško govorečih in 32,7 %  slovensko govorečih občanov.
92,9 % je katoličanov, 1,3 % protestantov in 1,1 % muslimanov. 2,9 % je brez verske opredelitve.
| Št. preb. 2001 | Delež Slovencev 2001 | Delež Slovencev 1991 | Delež Slovencev 1971 | Delež Slovencev 1961 | Delež Slovencev 1951 |
| -------------- | -------------------- | -------------------- | -------------------- | -------------------- | -------------------- |
| 318            | 32,4%                | 47,2%                | 62,1%                | 61,8%                | 72,4%                |

## Gospodarstvo in infrastruktura
Po štetju 2001 je bilo v občini 61 obratov z 1.420 zaposlenimi. 604 je šlo v službo v druge občine in kar 1.164 jih je prišlo v službo v občino. V občini je 136 kmetij (30 kot glavna zaposlitev) s skupno 3.940 ha obdelane zemlje (1999).
Najvažnejše podjetje je „Mahle Filtersysteme Austria GmbH“, ki proizvaja filtre za avtomobilsko industrijo v Šmihelu pri Pliberku. Obrat je istočasno drugo največje proizvodno podjetje na avstrijskem Koroškem.Število zaposlenih je 1.800 ljudi (leta 2005).
Bistrica pri Pliberku ima cestno povezavo preko Pliberške ceste v severnih delih občine iz dveh smeri:
iz Pliberka preko Konovec - 5 km
iz Šmihela pri Pliberku, ki leži ob cesti Dobrla vas-Pliberk - 3 km
Bistrica pri Pliberku je najvažnejše severno izhodišče za planinske ture in smučišča na avstrijski strani Pece.

## Znamenitosti, zanimivosti in prireditve
- Gora sv. Katarine ima dominantno vlogo v Podjuni in je bila celo sedež oblasti. Cerkev Sv. Katarine na vrhu gore je iz leta 1404.[14]
- Peca, gora, smučišče in mitičen kraj kralja Matjaža.[14]
- Od Pliberka do Traberka – tradicionalna čezmejna srečanja pevskih zborov, marca meseca [15]
- Gorskokolesarska pot okoli Pece [16]
- Društov umetnostna kolesarska steza / Verein Kunst Radweg :[17]

## Pomembni rojaki
- Gregorij Rožman (*1883 - 1959), profesor teologije, škof